# Pseudohadena adscripta
Pseudohadena adscripta là một loài bướm đêm trong họ Noctuidae.